# Maison de Bourbon-Roussillon
La maison de Bourbon-Roussillon est une branche illégitime de la maison capétienne de Bourbon.

Armoiries de Louis, bâtard de Bourbon.

## Histoire
Cette maison est issue de Charles Ier de Bourbon, fils de Jean Ier, duc de Bourbon et comte de Forez et de Marie de Berry, duchesse d'Auvergne et comtesse de Montpensier. Il eut plusieurs enfants illégitimes dont le fondateur de la maison de Bourbon-Roussillon, Louis de Bourbon, avec Jeanne de Bournan.
Louis, bâtard de Bourbon, devient entre autres comte de Roussillon-en-Dauphiné, de Ligny et seigneur de Valognes ; il est également l'un des premiers à devenir chevalier de l'ordre de Saint-Michel en 1469, quelques années après avoir été nommé amiral de France.
Étant né de noble demoiselle, Jeanne de Bournan, il est légitimé par son père en 1463. Il est connu par de véritables services rendus à l'État ; pour le récompenser de sa fidélité et de son dévouement à sa personne pendant la guerre du Bien public, Louis XI lui donna en mariage sa propre fille naturelle, Jeanne, légitimée de France.
Il mourut le 19 janvier 1487, et fut enterré dans l'église du couvent des Cordeliers de Valognes, qu'il avait fondé. Son tombeau a été détruit depuis.

## Généalogie
- Charles Ier (1401-1456), duc de Bourbon
  - [illégitime] Louis de Bourbon (mort en 1487), comte de Roussillon-en-Dauphiné et de Ligny
X Jeanne de Valois (1447-1519), fille légitimée de France (fille de Louis XI) (morte en 1519)
    - Charles de Bourbon (mort en 1510), comte de Roussillon et de Ligny
X Anne de La Tour (morte en 1530) ; sans postérité
    - Suzanne de Bourbon (1466-1531), comtesse de Roussillon et de Ligny
X 1 Jean de Chabannes, comte de Dammartin, fils d'Antoine : leur fille Antoinette de Chabannes épouse René d'Anjou-Mézières, petit-cousin de Louis XI
X 2 Charles, seigneur de Boulainvilliers, de Villiers et de Beaumont-sur-Oise (mort en 1529)
    - Catherine de Bourbon
    - Anne de Bourbon, dame de Mirebeau
X Jean III, baron d'Arpajon
    - [illégitime] Jean, fils naturel, protonotaire du pape, abbé commendataire de Seuilly, bénédictin du diocèse de Tours

## Sources et références
1. ↑  Nicolas Louis Achaintre, Histoire généalogique et chronologique de la maison royale de Bourbon, éd. Didot, 1825, p. 178.
2. ↑  On trouve aussi les dates du 1er janvier ou 14 janvier 1486 ou 1487.